# بيت الحضرمي (سنحان)

تعديل مصدري - تعديل

بيت الحضرمي هي إحدى قرى عزلة الربع الغربي بمديرية سنحان وبني بهلول التابعة لمحافظة صنعاء، بلغ تعداد سكانها 618 نسمة حسب تعداد اليمن لعام 2004.